# Природні емульгатори
Приро́дні емульга́тори (рос. природные эмульгаторы; англ. natural emulsifiers; нім. Naturemulgatoren m pl) — речовини, що містяться в нафті (асфальтени, нафтени, смоли, парафіни) та пластовій воді (солі, кислоти) і суттєво впливають на утворення та стійкість емульсій.